# 430 Hibris
430 Hibris (mednarodno ime je 430 Hybris) je asteroid v glavnem asteroidnem pasu.

## Odkritje
Asteroid je odkril francoski astronom A. Charlois ( 1864 – 1910) 18. decembra 1897 v Nici. Imenuje se po boginji ošabnosti Hibris iz grške mitologije.

## Lastnosti
Asteroid Hibris obkroži Sonce v 4,80 letih. Njegova tirnica ima izsrednost 0,255, nagnjena pa je za 14,597° proti ekliptiki. Njegov premer je 33,33 km, okoli svoje osi se zavrti v 7,205 h.